# Melchior Lotter, o Jovem
Melchior Lotter, o Jovem (Leipzig, 1490 — Leipzig, 1542) foi livreiro alemão do período da reforma. Era filho de Melchior Lotter, o Velho e de sua esposa Dorothea, filha de Konrad Kachelofen (1450-1529). Seu irmão Michael Lotter (1499-1556) também foi livreiro. Como simpatizante das ideias de Martinho Lutero sobre a reforma, imprimiu suas obras. Em 21 de setembro de 1522 publicou uma tradução de Lutero do Novo Testamento, que foi reeditada em 1523 e 1524. Com a difusão da língua grega e o movimento de reforma de Wittenberg surgiu uma crescente parceria.

## Obras
- „Das neve Testament, Deutzsch, Vuittenberg“
- „Venit Melchior Lotterus instructus optimis formularum matricibus, a Fabrenio acceptis, paraturus apud nos officinam excusoriam instituere. Si ad hoc illustrissimus Princeps noster annuere dignaretur … tuum nunc officium petitur, ut in rem communem consilia et auxilia colloces. Nobis id decorum, imprimis Universitati nostrae, tum commodum auditoribus arbitramus, praesertim praesente Philippo, graecas literas et copiose et fideliter propagare cupiente“.
- „Lotterus Lipsiensis apud nos erigit calcographiam triplicis linguae, fervet studium praesertim Theologiae; Lipsia lipsiscit, sicut mos est“
- „Est apud nos Lottherus τυπογραφος, per quem sacros et profanos scriptores excudemus, quos uoles. Nos dabimus Nubes Aristophanis, argumentum splendidum, quo Philosophastros insequemur …“
- „Dimidium solum nunc habes, restant alii adhuc 18 Tertiones (er schickte nämlich sogleich, was fertig gedruckt war, Spalatin und dem Kurfürsten). Ante Michaelis non absolvitur, quamquam singulis diebus decies milia chartarum sub tribus praelis excudant ingenti labore et studio“
- „Melchiorem Lottherum audio quoque apud Principem esse male traductum, quid obsecro opus est afflictionem addere afflictio (afflicto?)? Parcamus etiam aliquando, satis habet poenae et mali Quare esto Mediator bonus, et si opus est, ut ipse scribam pro eo, lubens faciam“
- „Compendium totius Logices . M. Handt“